# 아쿠아 토파나

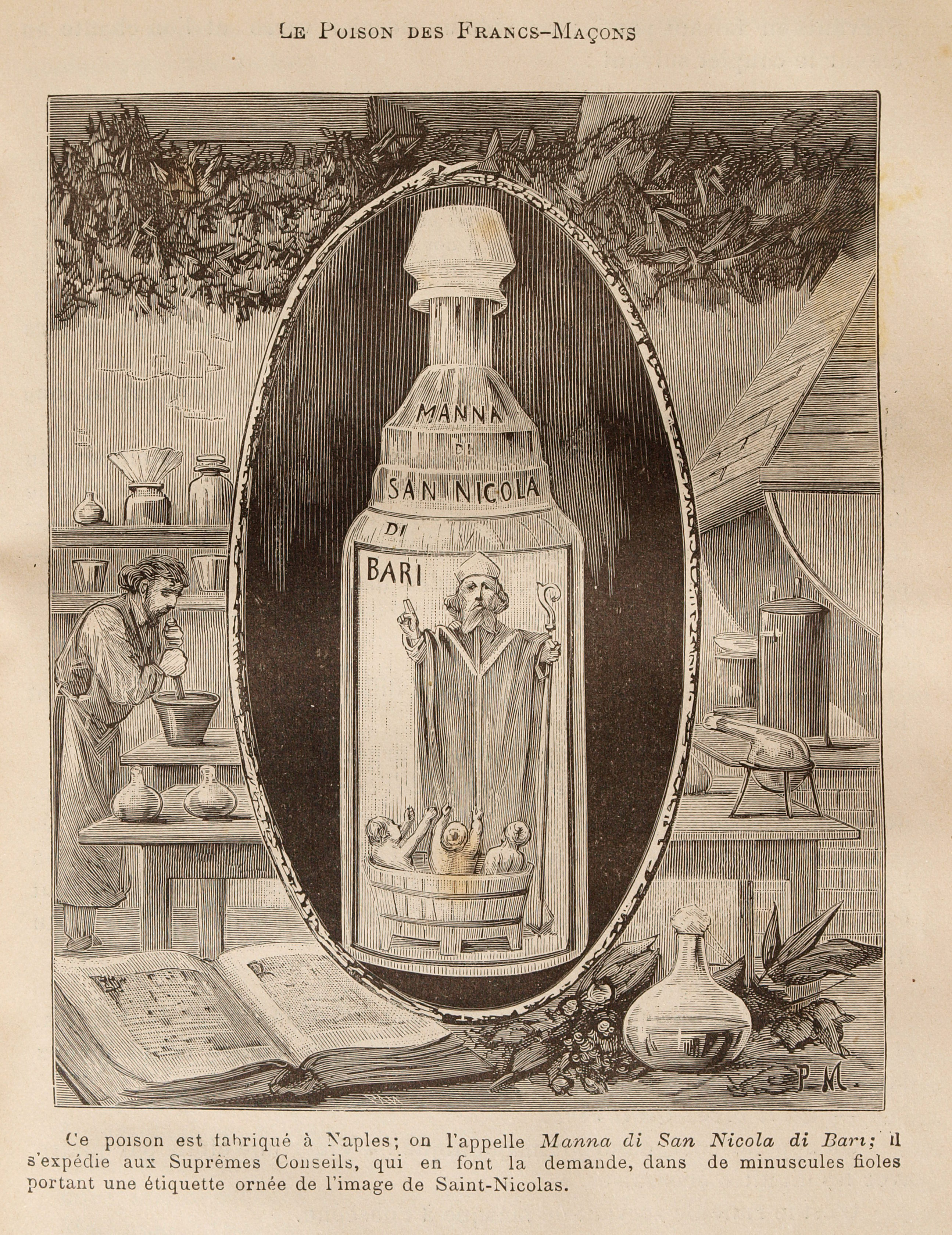
"성 니콜라스의 만나". 피에르 메자넬의 그림.

아쿠아 토파나(Acqua Toffana)는 1630년 시칠리아에서 제조된 맹독이다. 팔레르모, 나폴리,  페루자, 로마 등 이탈리아에서 널리 사용됐다. 줄리아 토파나(토파니아)가 유포한 것으로 알려져 있으며, 일설에 의하면 줄리아 토파나는 6인으로 구성된 로마 독살범 조직의 우두머리라고 한다.
아쿠아 투파니아, '성 니콜라스의 만나'라는 이름으로도 알려졌다.

## 유래
아쿠아 토파나가 문헌상에 최초로 등장한 것은 1632년과 1633년으로   프란체스카 라 사르다와 테오파니아 디 아다모라는 두 여인이 자신을 학대하는 이를 독살한 사건에 대한 기록에서 등장한다. 테오파니아가 이 독을 발명해 그의 이름에서 독의 이름이 붙은 것으로 알려졌다. 테오파니아는 사형당했으나 그의 딸로 추측되는 줄리아 토파나와 조로니마 스파나 등 테오파니아와 연관된 여인이 몇 명 더 있었으며, 이들 중 일부가 로마로 거취를 옮기고 아쿠아 토파나를 계속 생산하고 유포했다.
아쿠아 토파나는 '성 니콜라스의 만나'라는 상표를 달고 화장품과 성물(聖物)로 판매됐다. 종교 성인의 이름을 빌려 전략적으로 규제를 피하려 한 것으로 추정된다. 이 독에 의한 사망자는 600명이 넘는 것으로 추산되며 대부분 배우자에게 독살 당한 남성이었다.
브랭빌리에르 후작 부인은 166년부터 1676까지 이 독을 사용해 자신의 아버지와 남자 형제 둘을 포함하여 여러 사람을 죽였고, 1676년 7월 16일에 사형 당했다.

## 성분
아쿠아 토파나의 주요 성분은 밝혀진 상태이나 혼합법은 알려지지 않았다. 주요 성분은 비소와 납이며 벨라돈나도 재료로 쓰였을 것으로 추정된다. 색이 없고 아무 맛이 나지 않는 액체로 물이나 포도주에 섞어 식탁에 올리기 쉬웠다.

## 중독 증상
아쿠아 토파나는 무색무미의 액체로 섭취할 때 알아차리기 힘들다. 중독은 서서히 일어나며 중독 증세는 다른 진행성 질환이나 질병의 증상과 유사하다. 비소 중독과 비슷한 증세가 나타난다.
아쿠아 토파나 중독은 다양한 증상을 일으킨다. 섭취 초기에는 감기와 비슷한 증상이 나타나고, 세 번째 섭취에는 구토, 탈수, 설사, 소화기관의 작열감 등의 여러 증상이 나타나고 중독자는 심하게 아픈 상태가 되며, 네 번째 섭취에는 죽음에 이른다.
중독이 느리게 진행되기 때문에 희생자는 유언장을 쓰거나 죄를 회개하는 등 신변을 정리할 시간을 가질 수 있었다.
해독제로 식초나 레몬즙이 사용된다.

## 모차르트 독살설
볼프강 아마데우스 모차르트를 죽음에 이르게 한 독이 아쿠아 토파나라는 설이 있다. 모차르트 본인이 이를 주장하고 관련 루머를 퍼뜨리기도 했으나 근거는 없다.